# بينرين
بينرين (بالإنجليزية: Penryn)‏ هي مدينة تقع في جنوب غرب إنجلترا في كورنوال بالمملكة المتحدة. بلغ عدد سكانها 7.166 نسمة حسب إحصاء عام 2001.

## أعلام
- بيتر كيندال